# Takht-i-Bahi
Takht-i-Bahi (urdujsko تختِ باہی‎, prestol vodnega izvira) je indo-partsko arheološko najdišče starodavnega budističnega samostana v Mardanu, provinca Khiber-Pakhtunkhva, Pakistan. Mesto velja za eno najpomembnejših relikvij budizma v vsem, kar je nekoč bila Gandara.
Samostan je bil ustanovljen v 1. stoletju našega štetja in je bil v uporabi do 7. stoletja. Arheologi menijo, da je kompleks še posebej reprezentativen za arhitekturo budističnih samostanskih središč iz njegove dobe. Takht-i-Bahi je bil leta 1980 uvrščen na seznam svetovne dediščine, UNESCO pa ga je opisal kot »izjemno dobro ohranjenega«.

## Etimologija
Izvor imena Takht-i-Bahi je negotov. Po domačem verovanju je najdišče dobilo ime po dveh vodnjakih na hribu oziroma izvirih v bližini. V perzijščini Takht pomeni 'vrh' ali 'prestol', medtem ko bahi pomeni 'izvir' ali 'voda'. Če jih sestavimo skupaj, je njihov pomen 'izvir z vrha' ali 'visoki izvir', ki se nanaša na dva izvira na vrhu gora. Drugi predlagani pomen je 'prestol izvora'.
Druga etimologija nakazuje, da je bilo ime Takht-i-Bahi verjetno dano temu samostanskemu kompleksu po tem, ko so se muslimani naselili v regiji. Beseda Bahi (بهی) ali Behhi ni niti paštunščina niti perzijščina in v nekem smislu v arabščini Bahi pomeni lep in svetel. V drugem pomenu Bahi (بهی) pomeni 'بهی البیت بهیاً: hiša, ki je prazna in zapuščena'; zato Takht-i-Bahi (Takht = grad, palača) pomeni grad, v katerem ni več nastanjen kralj in je ostal zapuščen.

## Lokacija
Ruševine so približno 15 kilometrov od Mardana v pakistanski provinci Khiber-Pakhtunkhva. V bližini je majhno utrjeno mesto iz iste dobe. Ruševine ležijo tudi v bližini sodobne vasi, znane z istim imenom. Je približno 150 metrov visoko na vrhu majhnega hriba in približno 2 km od vaškega bazarja. Okolica je znana po gojenju sladkornega trsa, pšenice, koruze, zelenjave. Nekoč oddaljeno in malo obiskano mesto ima zdaj cesto in parkirišče pod ruševinami in je postalo priljubljeno med obiskovalci.

## Struktura
Obstajajo štiri glavna področja kompleksa Takht-i-Bahi:
- Dvorišče Stupa, skupina stup na osrednjem dvorišču.
- Samostanske sobe so sestavljene iz posameznih celic, razporejenih okoli dvorišča, zbornih dvoran in jedilnice.
- Tempeljski kompleks, ki ga sestavljajo stupe, podobne dvorišču Stupa, vendar so bile zgrajene pozneje.
- Tantrični samostanski kompleks, sestavljen iz majhnih temnih celic z nizkimi odprtinami, ki so se morda uporabljale za določene oblike tantrične meditacije.

Dodatne strukture na mestu so morda služile kot rezidence ali sejne dvorane ali za posvetne namene. Vse stavbe na tem mestu so zgrajene iz lokalnega kamna in zamazane z apnom in blatom.

## Zgodovina
Arheologi so zgodovino kompleksa razdelili na štiri obdobja, z začetkom v 1. stoletju pred našim štetjem.
Samostanski kompleks je bil verjetno ustanovljen v zgodnjem 1. stoletju našega štetja. Napisi dokazujejo, da je bilo najdeno z imenom Gondophares (20–46 n. št.). Po Gondofarju je območje padlo pod nadzor Kujule Kadfisesa, prvega kušanskega kralja. To prvo obdobje se je nadaljevalo do 2. stoletja našega štetja in je povezano z drugim kušanskim kraljem Kaniško, pa tudi z zgodnjimi partskimi in kasnejšimi kušanskimi kralji. Drugo gradbeno obdobje, ki je vključevalo ustanovitev dvorišča Stupa in zborne dvorane, se je zgodilo v 3. in 4. stoletju našega štetja. Tretje gradbeno obdobje, povezano s kasnejšo dinastijo Kušanov in vladarji Kidara Kušana, se je zgodilo v 4. in 5. stoletju.
Sredi 5. stoletja našega štetja so regijo podjarmili Huni, kar je končalo vladavino Kušanov. Hun Toramana in nato njegov sin Mihirakula sta poklala prebivalce regije Gandara in uničila večino, če ne vseh, budističnih samostanov. Dokazi kažejo, da je bil Takht-i-Bahi poškodovan v istem obdobju uničenja s strani Hunov. Vendar se zdi, da je bil kompleks v uporabi do 7. stoletja našega štetja.
Prvo moderno zgodovinsko omembo teh ruševin je leta 1836 naredil francoski častnik, ki je omenil budistične ostanke v vasi z imenom Mazdoorabad. Raziskave in izkopavanja na mestu so se začela leta 1864. Veliko število predmetov je mogoče najti v [[Britanski muzej|Britanskem muzeju. Mesto je bilo v 1920-ih obsežno obnovljeno.

## Umetniška dela
Znamenito stopnišče iz Takht-i-Bahija, ki je zdaj v Britanskem muzeju, prikazuje bhakte v helenističnih nošah.
- Kip Bude, Takht-i-Bahi, 2.–3. stoletje našega štetja. Skrilavec, H. 980 mm (39 in). Muzej indijske umetnosti]
- Zaščitnika para Pañcika in Hariti, Takht-i-Bahi. Britanski muzej
- Buda na levjem prestolu. Takht-i-Bahi. Skrilavec, H. 525 mm (20,7 in). Muzej indijske umetnosti
- Šakjamuni, 150–200 n. št., Muzej umetnosti Cleveland, morda iz Takht-i-Bahija

## Bližnji kraji
Vasi Thordher (staro ime Said Ghani Kalae), Ghafe, Lund Khvar, Šer Garh, Saroo Šah, Sehri-Bahlol, Pathai, Mazdoorabad, Fazl-e-abad, Gangai, Hathian, Džalala, Pirsaddi, Takkar in Mašal Kan Kalai so drugi zgodovinski kraji v bližini Takht-i-Bahija. Najbolj zgodovinska lokacija v dobi je Sahr-i-Bahlol. Samostan je ob cesti Malakand.
Različni ljudje so besedo Sahr-i-Bahlol razlagali na različne načine. Lokalni prebivalci trdijo, da gre za besedo v hindko, ki pomeni 'gospod Bahlol', vidnega političnega in verskega voditelja tega območja. Vendar je vas Sahr-i-Bahlol starejša od imena.